# Krum-ház
A Krum-ház Krum bolgár kán által alapított uralkodóház volt az Első dunai bolgár birodalomban. Ezen időszak alatt lett Bulgária keresztény és elérte legnagyobb kiterjedését.

## Utóélete
Az utolsó cárt Romant a Komitopuli-házbeli Sámuel követte.

## Család tagja

### Uralkodók
- Krum kán (803-814)
- Omurtag kán (814-831)
- Malamir kán (831-836)
- Preszján kán (836–852)
- I. Borisz kán (852–889)
- Vladimir kán (889–893)
- I. Simeon cár (893–927)
- I. Péter cár (927–969)
- II. Borisz cár (969–971)
- Roman cár (977–991)

## Fordítás
- Ez a szócikk részben vagy egészben  a   Krum's dynasty című angol Wikipédia-szócikk fordításán alapul.  Az eredeti cikk szerkesztőit annak laptörténete sorolja fel. Ez a jelzés csupán a megfogalmazás eredetét és a szerzői jogokat jelzi, nem szolgál a cikkben szereplő információk forrásmegjelöléseként.